# Corrado Banchi

La celebre "rovesciata di Parola" (Firenze, 15 gennaio 1950)

Corrado Banchi (Firenze, 6 novembre 1912 – Massa Marittima, 24 aprile 1999) è stato un fotografo italiano.

## Biografia
Nacque in via Ponte alle Mosse a Firenze, ultimo di tre fratelli, da Natale e Ofelia Banchi, commercianti. Disinteressato al lavoro dei genitori, si appassionò in giovane età della fotografia, quando a dodici anni ricevette in regalo una macchina fotografica, iniziando a lavorare come cartellonista per alcuni cinema della città toscana. Giocatore dilettante di calcio, militò per quattro anni nella categoria allievi della Fiorentina – allora Libertas – negli anni trenta.
Durante la seconda guerra mondiale fu destinato a presidiare la linea ferroviaria Tirrenica a Follonica, dove conobbe Lola Chiti, divenuta sua moglie nel 1944. Banchi documentò con le sue fotografie eventi bellici avvenuti nel Massetano: immortalò la sepoltura in una fossa comune degli ottantatré minatori di Niccioleta, trucidati dai nazisti nel 1944; e l'ingresso dell'esercito americano a Massa Marittima il 24 giugno 1944. Stabilitosi a Massa Marittima, vi aprì il suo studio fotografico con laboratorio, prima in via Cappellini e successivamente in via Moncini, iniziando a lavorare così come fotografo professionista. Nel 1948 fotografò la cattura dei banditi Francesco Russo e Andrea Cucchiara, che avevano rapito un facoltoso cittadino svizzero, Gioacchino Zopfi, nel Volterrano. Si specializzò presto in fotografo sportivo, collaborando con quotidiani quali Il Tirreno e La Nazione, e seguendo la Nazionale italiana nei campionati europei e mondiali. Il 15 gennaio 1950, durante Fiorentina-Juventus allo stadio Artemio Franchi di Firenze, durante il campionato di serie A 1949-1950, Banchi realizzò la sua fotografia più famosa: la cosiddetta "rovesciata di Parola", resa celebre quale immagine delle figurine Panini.
Dal 1952 al 1956 collaborò al cinegiornale Settimana Incom come operatore cinematografico. Per la Incom realizzò numerosi servizi: si ricordano la prima vittoria di Ribot all'ippodromo di Pisa nel 1953, l'ultima vittoria di Gino Bartali nel Giro di Toscana sempre nello stesso anno, l'alluvione del Polesine del 1954. In Maremma documentò le condizioni sociali dei minatori della Montecatini e la tragedia di Ribolla del 1954, nella quale persero la vita quarantatré minatori; negli anni sessanta immortalò il veloce mutamento paesaggistico della costa grossetana, come la nascita dello stabilimento Montedison di Scarlino, e lo sviluppo edilizio per il turismo d'élite di Roccamare e Punta Ala.
Nel 1980 realizzò un cartellone pubblicitario per il museo della miniera di Massa Marittima, che ricevette un premio nazionale dal Ministero dell'interno. Nel 1985 fu premiato a Pisa dall'associazione italiana reporter fotografici, e gli fu conferito il titolo di cavaliere dal presidente della Repubblica Sandro Pertini. Morì a Massa Marittima il 24 aprile 1999.

## Archivio
L’archivio, conservato presso la famiglia, raccoglie buona parte del materiale prodotto da Corrado Banchi dal 1935 al 1999: negativi, stampe originali, riproduzioni e ritagli stampa. Significativa la documentazione storica sugli eventi legati alla Maremma, dalla seconda guerra mondiale alla nascita delle industrie e allo sviluppo balneare turistico e d'élite. Numerose le fotografie a soggetto sportivo o per eventi mondani, come le elezioni di Miss Italia dal 1947 al 1954.